# Bengt Höglund (ishockeymålvakt)
Bengt Höglund, född 23 april 1975, är en svensk före detta ishockeymålvakt. Höglund föddes i Hammarö kommun och är bror till Jonas och Henric som båda också spelat ishockey. Höglunds moderklubb är Hammarö HC och som junior gick han över till Färjestads BK och spelade där i några säsonger innan han hamnade i IFK Munkfors som spelade i Division 1. Han har även hunnit med att spela i Bofors IK, Leksands IF, Lillehammer IK, Mora IK och Stavanger Oilers. Med Bofors och Mora spelade han i Hockeyallsvenskan och med Leksand och Mora fick han några matcher i Elitserien. Säsongen 2008/09 avslutade Höglund sin karriär med Örebro HK.